# Maharashtri
Maharashtri var en dialekt av prakrit och officiellt språk i Satavahanariket, och motsvaras av det moderna marathispråket.
Dialekten talades i västra Indien i trakten kring och söder om nuvarande Bombay, alltså språket i det gamla Maharashtra, marather. Maharashtri är den prakritdialekt som har producerat den rikaste litteraturen. I de gamla indiska dramerna talas sanskrit av de män som hör till de högre kasterna, medan prakrit talas av kvinnor och lägre kaster, så att chauraseni används i prosa och maharastri i vers. 
De viktigaste verken på maharastri är Hālas Saptachataka (700 strofer), en berömd samling (antologi) av korta (enstrofiga) dikter från 300- eller 400-talet (i alla fall före 600-talet), som först utgavs och delvis översattes av Weber ("Das Saptacatakam des Hala", i "Zeitschrift der deutschen morgenländischen gesellschaft", band 27, samt "Abhandlungen für die kunde des Morgenlandes", band 7); Ravanavaha eller Setubandha, från något senare tid, behandlande samma ämne som sanskriteposet Ramayana, utgivet och översatt av S. Goldschmidt ("Ravanavaha oder Setubandha. Prakrt und deutsch", 1880-1884), Vakpati's Gaudavahd, från slutet av 600- eller början av 700-talet, utgiven av Shankar Pandurang Pandit ("The Gaudavaho. A historical poem in prakrit by Vakpati", i "Bombay sanskrit series", 1887). Vidare är en del av jainismens icke-kanoniska skrifter skrivna på en i något modifierad form av maharastri. Dettas mest framträdande skillnad i förhållande till andra prakritdialekter är reduktionen av enkla konsonanter i inljud mellan vokaler, genom vilken ett stort antal homonymer har uppkommit. Maharastri härstammar, liksom alla prakritdialekter, direkt från sanskrit.